# Fryderyki 2002
Fryderyki 2002 – 9. edycja polskich nagród muzycznych Fryderyków, przyznawanych przez Akademię Fonograficzną (powołaną przez Związek Producentów Audio-Video), honorująca dokonania przemysłu muzycznego w roku 2002. Ceremonia wręczenia nagród odbyła się 1 kwietnia 2003 w Traffic Clubie w Warszawie. Galę poprowadził dziennikarz Hirek Wrona. Ze względu na brak zainteresowania kanałów telewizyjnych, nie odbyła się jej transmisja. Podczas imprezy wystąpili na żywo DJ Adamus i DJ Kostek.
Nagrody konkursowe zostały przyznane w 26 kategoriach (17 w sekcji muzyki rozrywkowej, 2 w sekcji muzyki jazzowej i 7 w sekcji muzyki poważnej). Najwięcej nominacji (7) i nagród (6) otrzymał Robert Gawliński. 3 nagrody wygrał zespół Wilki, zaś po 2 Anna Maria Jopek, Lech Janerka i Tomasz Stańko. Poza nagrodami konkursowymi zostały przyznane Złoty Fryderyk dla Czesława Niemena i nagroda specjalna dla Polskiego Radia.

## Laureaci i nominowani

### Sekcja muzyki rozrywkowej
| Piosenka roku | Nowa twarz fonografii |
| --- | --- |
| - „Baśka” – Wilki - „Antidotum” – Kasia Kowalska - „Bo jesteś ty” – Krzysztof Krawczyk - „Lepszy model” – Kasia Klich - „Tam, gdzie nie sięga wzrok” – Anna Maria Jopek i Pat Metheny       | - Kasia Klich - Cool Kids of Death - Futro - Negatyw - Virgin |
| Wokalista roku | Wokalistka roku |
| - Robert Gawliński - Adam Nowak - Artur Rojek - Krzysztof Krawczyk - Stanisław Sojka | - Anna Maria Jopek - Kasia Klich - Kasia Kowalska - Katarzyna Nosowska - Tatiana Okupnik |
| Grupa roku | Produkcja muzyczna roku |
| - Wilki - Blue Café - Ich Troje - Myslovitz - Raz, Dwa, Trzy | - Upojenie – Anna Maria Jopek i Pat Metheny - 4 – Wilki - Antidotum – Kasia Kowalska - …Bo marzę i śnię – Krzysztof Krawczyk - Lepszy model – Kasia Klich                                                        |
| Kompozytor roku | Autor roku |
| - Robert Gawliński - Lech Janerka - Michał Grymuza - Przemysław Myszor - Yaro | - Lech Janerka - Robert Gawliński - Kasia Klich - Kasia Kowalska - Katarzyna Nosowska |
| Album roku – pop | Album roku – rock |
| - 4 – Wilki - …Bo marzę i śnię – Krzysztof Krawczyk - Czy te oczy mogą kłamać – Raz, Dwa, Trzy - Futro – Futro - Upojenie – Anna Maria Jopek i Pat Metheny                                  | - Korova Milky Bar – Myslovitz - Antidotum – Kasia Kowalska - Tu i teraz – Ira - Perfect Symfonicznie – Perfect - Republika – Republika                                                                          |
| Album roku – hip-hop | Album roku – heavy metal |
| - Na legalu? – Slums Attack - Muzyka klasyczna – Pezet i Noon - Tabasko – O.S.T.R. - We własnej osobie – WWO - Zawieszeni w czasie i przestrzeni – Pijani Powietrzem                        | - Czas ludzi cienia – Sweet Noise - Acidofilia – Acid Drinkers - Candra – Moonlight - Nowa Energia vol. 1 - Revelations – Vader                                                                                  |
| Album roku – muzyka alternatywna | Album roku – etno / folk |
| - Fiu fiu… – Lech Janerka - Białe wakacje – Ścianka - Cool Kids of Death – Cool Kids of Death - Pogodno gra Fochmann’a – Hajle Silesia – Pogodno - Toxygen – Oxy.gen                        | - Alkimja – Justyna Steczkowska - Celtic – Shamrock - Celtica Show – Boreash - Posłuchajcie ludzie… – Stanisław Grzesiuk - Karolinka – Piosenki Górnego Śląska i Ziemi Opolskiej – Zespół Pieśni i Tańca „Śląsk” |
| Album roku – piosenka poetycka | Album roku – reedycje, nagrania archiwalne |
| - Nawet – Grzegorz Turnau - 13 łatwych utworów tanecznych – Andrzej Poniedzielski - Poste restante – Katarzyna Groniec - Twarze w lustrach – Michał Bajor - Wierzę piosence – Edyta Geppert | - 1984 / Nieustanne tango – Republika - Acoustic – Stanisław Sojka - Blues Rock Band – Krzak - Oddział Zamknięty – Oddział Zamknięty - Wychowanie / Nasz Bubelon – T.Love                                        |
| Najlepszy album zagraniczny | |
| - By the Way – Red Hot Chili Peppers - A Rush of Blood to the Head – Coldplay - Come Away with Me – Norah Jones - The Eminem Show – Eminem - Shaman – Santana                               | |

### Sekcja muzyki jazzowej
| Jazzowy album roku | Jazzowy muzyk roku                                                                            |
| --- | --------------------------------------------------------------------------------------------- |
| - Soul of Things – Tomasz Stańko - Do dziesięciu – (0-58) - Everything Ice – Karen Edwards i Jarosław Śmietana - Zatrzymaj się – Dorota Miśkiewicz Goes to Heaven - My Lullaby – Aga Zaryan | - Tomasz Stańko - Darek Oleszkiewicz - Michał Tokaj - Marcin Wasilewski - Włodzimierz Nahorny |

### Sekcja muzyki poważnej
| Najwybitniejsze nagranie muzyki polskiej |
| --- |
| - Witold Lutosławski – Mi-parti, Krzysztof Meyer – Msza - Baird, Knapik, Meyer, Penderecki, Zieliński - zespół: Kwartet Dafô (Justyna Duda – skrzypce, Danuta Augustyn – skrzypce, Kinga Roesler – altówka, Anna Armatys – wiolonczela) - Fryderyk Chopin – Wydanie Narodowe – 12 Voluminów - orkiestra: Sinfonia Varsovia - solista: Ewa Pobłocka, Janusz Olejniczak, Piotr Paleczny, Krzysztof Jabłoński, Wojciech Świtała – fortepian - dyrygent: Jerzy Maksymiuk, Jacek Kaspszyk - Wojciech Kilar – Orawa, Piano Concerto, Krzesany - orkiestra: Sinfonia Varsovia - solista: Janusz Olejniczak – fortepian - dyrygent: Jerzy Maksymiuk - Krzysztof Penderecki – Concerto grosso na trzy wiolonczele i orkiestrę - orkiestra / zespół: Orkiestra Symfoniczna i Chór Filharmonii Narodowej w Warszawie - soliści: Iwan Monighetti, Adam Klocek, Kazimierz Koślacz – wiolonczele - dyrygent: Antoni Wit - Szymanowski – String Quartets - zespół: Camerata Quartet (Włodzimierz Promiński – I skrzypce, Andrzej Kordykiewicz – II skrzypce, Piotr Reichert – altówka, Roman Hoffmann – wiolonczela) |
| Album roku muzyka dawna |
| - Jan Sebastian Bach – Sześć suit na wiolonczelę solo – Ivan Monighetti - solista: Iwan Monighetti – wiolonczela - Grzegorz Gerwazy Gorczycki – Dzieła wokalno-instrumentalne - zespół: Concerto Polacco, chór Sine Nomine - soliści: Olga Pasiecznik, Marta Boberska – sopran, Henning Voss, Piotr Łykowski – kontratenor, Wojciech Parchem – tenor, Mirosław Borczyński – bas, Marek Toporowski – pozytyw - kierownik artystyczny: Marek Toporowski - Grzegorz Gerwazy Gorczycki – Missa Paschalis - zespół: Chór Kameralny Sine Nomine - soliści: Piotr Zawistowski, Maciej Gallas – celebranci; Marek Toporowski – organy, pozytyw - kierownik artystyczny: Marek Toporowski - In Nativitate Domini - zespół: Bracia Dominikanie z konwentu św. Trójcy w Krakowie - soliści: Marcin Bornus-Szczyciński, Marek Rojszyk OP - kierownik artystyczny: Marcin Bornus-Szczyciński - Monteverdi – Madrygały - zespół: Il Canto - kierownik artystyczny: Michał Straszewski |
| Album roku muzyka kameralna |
| - Ignacy Jan Paderewski – Utwory na skrzypce i fortepian - soliści: Konstanty Andrzej Kulka – skrzypce, Waldemar Malicki – fortepian - Brahms, Schumann – Utwory na wiolonczelę i fortepian - soliści: Dominik Połoński – wiolonczela, Kinga Firlej – fortepian - Haydn, Mozart, Beethoven – Royal String Quartet - zespół: Royal String Quartet (Izabella Szałaj – I skrzypce, Elwira Przybyłowska – II skrzypce, Marek Czech – altówka, Michał Pepol – wiolonczela) - Johannes Brahms – Violin Sonatas / Sonaty na fortepian i skrzypce - soliści: Szymon Krzeszowiec – skrzypce, Wojciech Świtała – fortepian - Szymanowski – String Quartets - zespół: Camerata Quartet (Włodzimierz Promiński – I skrzypce, Andrzej Kordykiewicz – II skrzypce, Piotr Reichert – altówka, Roman Hoffmann – wiolonczela) |
| Album roku muzyka solowa |
| - Fryderyk Chopin – Wydanie Narodowe – 12 voluminów - orkiestra: Sinfonia Varsovia - solista: Ewa Pobłocka, Janusz Olejniczak, Piotr Paleczny, Krzysztof Jabłoński, Wojciech Świtała – fortepian - dyrygent: Jerzy Maksymiuk, Jacek Kaspszyk - Piotr Perkowski – Piano Works - solista: Marcin Tadeusz Łukaszewski – fortepian - Liszt, Schumann – Romantic Piano Recital - solista: Stanisław Drzewiecki – fortepian - The Pianist – muzyka z filmu - solista: Janusz Olejniczak – fortepian - Skriabin, Prokofiew, Rachmaninow - solista: Wojciech Kocyan – fortepian |
| Album roku muzyka wokalna |
| - Karłowicz, Szymanowski – Pieśni – Urszula Kryger - soliści: Urszula Kryger – mezzosopran, Katarzyna Jankowska-Borzykowska – fortepian - Franciszek Schubert – Piękna Młynarka - soliści: Krzysztof Szmyt – tenor, Katarzyna Jankowska-Borzykowska – fortepian - Słowik Warszawy – Bogna Sokorska - orkiestra: Orkiestra Polskiego Radia, Orkiestra Symfoniczna Filharmonii Narodowej - solista: Bogna Sokorska – sopran - dyrygent: Stefan Rachoń, Jerzy Katlewicz, Jerzy Semkow - Stanisław Moniuszko – Pieśni - soliści: Urszula Kryger – mezzosopran, Katarzyna Jankowska-Borzykowska – fortepian - Stanisław Moniuszko – Straszny Dwór - orkiestra / zespół: Chór i Orkiestra Polskiego Radia i Telewizji w Krakowie - solista: Andrzej Hiolski – baryton, Bożena Betley-Sieradzka – sopran, Wiera Baniewicz – mezzosopran, Zdzisław Nikodem – tenor, Wiesław Ochman – tenor, Leonard Mróz – bas, Aleksandra Imalska – mezzosopran, Florian Skulski – baryton, Andrzej Saciuk – bas, Anna Witkowska – sopran, Kazimierz Dłuha – tenor - dyrygent: Jan Krenz |
| Album roku muzyka orkiestrowa |
| - Warsaw Philharmonic Archive - orkiestra: Orkiestra Symfoniczna i Chór Filharmonii Narodowej w Warszawie - soliści: Isaac Stern, Dawid Ojstrach - dyrygent: Carlo Zecchi, Paul Kletzki, Igor Markevitch, Robert Craft, Igor Strawinski, Witold Rowicki, Karol Stryja - Brahms – Koncert skrzypcowy – Krzysztof Jakowicz - orkiestra: Orkiestra Polskiego Radia i Telewizji w Krakowie - soliści: Krzysztof Jakowicz – skrzypce - dyrygent: Marek Pijarowski - Brahms, Prokofiew – Piano Concertos - orkiestra: Narodowa Orkiestra Symfoniczna Polskiego Radia w Katowicach, Orkiestra Filharmonii Szczecińskiej - solista: Hubert Salwarowski – fortepian - dyrygent: Jerzy Salwarowski - Jerzy Maksymiuk - zespół / orkiestra: Polska Orkiestra Kameralna, Sinfonia Varsovia, Narodowa Orkiestra Symfoniczna Polskiego Radia w Katowicach, Chór Cantica Cantamus, Orkiestra Symfoniczna Filharmonii Białostockiej, Polska Orkiestra Radiowa - soliści: Władysław Kłosiewicz – klawesyn, Iwona Hossa – sopran, Marta Romańczuk – mezzosopran, Piotr Rafałko – tenor, Artur Mądry – bas, Jacek Greków, Piotr Leszczyński – akordeon, Lidia Żabka – obój, Kazimierz Milewski, Dariusz Wybrańczyk – klarnet - dyrygent: Jerzy Maksymiuk - Muzyka polska poprzez wieki - orkiestra: Wrocławska Orkiestra Kameralna Vratislavia - dyrygent: Jan Stanienda |
| Album roku muzyka współczesna |
| - Baird, Knapik, Meyer, Penderecki, Zieliński - zespół: Kwartet Dafô (Justyna Duda – skrzypce, Danuta Augustyn – skrzypce, Kinga Roesler – altówka, Anna Armatys – wiolonczela) - Korean Chamber Ensemble - zespół: Korean Chamber Ensemble - soliści: Lee Jiyoung – flet, Kim Min – skrzypce - dyrygent: Piotr Borkowski - Krzysztof Penderecki – Concerto grosso na trzy wiolonczele i orkiestrę - orkiestra / zespół: Orkiestra Symfoniczna i Chór Filharmonii Narodowej w Warszawie - soliści: Iwan Monighetti, Adam Klocek, Kazimierz Koślacz – wiolonczele - dyrygent: Antoni Wit - Stanisław Moryto – Carmina crucis - soliści: Stanisław Skoczyński – perkusja, Magda Teresa Wójcik, Henryk Boukołowski – recytacja - Witold Lutosławski – Mi-parti, Krzysztof Meyer – Msza - Wojciech Kilar – Orawa, Piano Concerto, Krzesany - orkiestra: Sinfonia Varsovia - solista: Janusz Olejniczak – fortepian - dyrygent: Jerzy Maksymiuk |

### Nagrody honorowe
Laureat Złotego Fryderyka:
- Czesław Niemen

Nagroda specjalna:

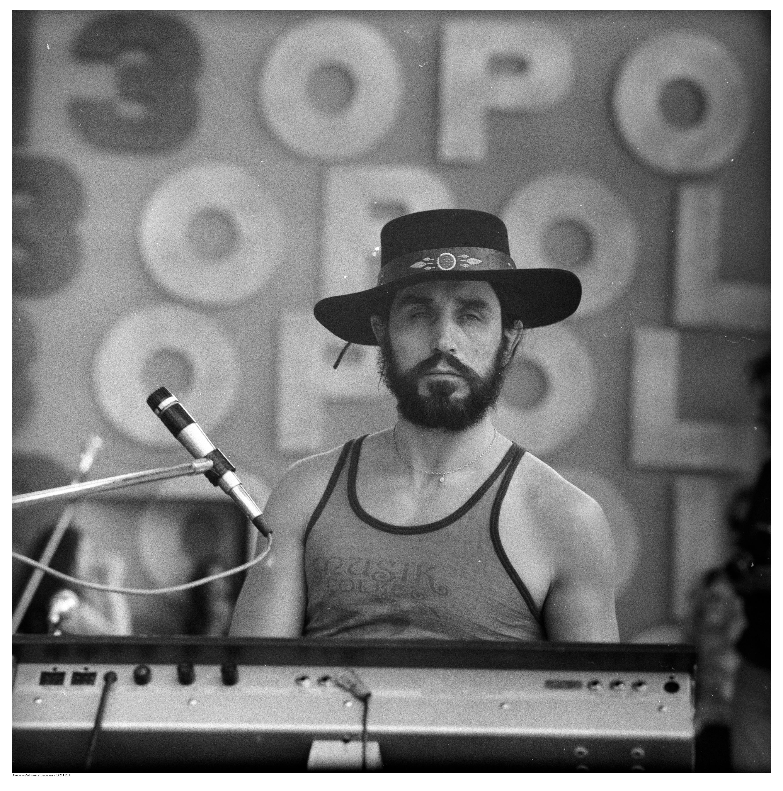
Czesław Niemen, laureat Złotego Fryderyka

- Polskie Radio za wydawnictwo Jazz w Polsce

## Statystyki
| Liczba | Osoba/zespół                              |
| ------ | ----------------------------------------- |
| 6      | Robert Gawliński                          |
| 3      | Wilki                                     |
| 2      | Anna Maria JopekLech JanerkaTomasz Stańko |

| Liczba | Osoba/zespół |
| ------ | --- |
| 7      | Robert Gawliński |
| 5      | Kasia KowalskaKasia KlichSinfonia VarsoviaJanusz OlejniczakJerzy Maksymiuk                                                 |
| 4      | WilkiKrzysztof KrawczykAnna Maria JopekOrkiestra Symfoniczna Filharmonii Narodowej                                         |
| 3      | Pat MethenyAdam NowakArtur RojekPrzemysław MyszorWojciech ŚwitałaKatarzyna Jankowska-BorzykowskaChór Filharmonii Narodowej |